# Gle Bateepeurise
Gle Bateepeurise är en kulle i Indonesien.   Den ligger i provinsen Aceh, i den västra delen av landet, 1 800 km nordväst om huvudstaden Jakarta. Toppen på Gle Bateepeurise är 69 meter över havet.
Terrängen runt Gle Bateepeurise är platt åt nordost, men åt sydväst är den kuperad.Runt Gle Bateepeurise är det ganska glesbefolkat, med 47 invånare per kvadratkilometer. Närmaste större samhälle är Sigli, 17,4 km sydost om Gle Bateepeurise. Omgivningarna runt Gle Bateepeurise är en mosaik av jordbruksmark och naturlig växtlighet.